# Arthur Leblanc
Pour les articles homonymes, voir Leblanc.
Arthur LeBlanc (18 août 1906 - 19 mars 1985) est un violoniste et un professeur de musique canadien d'origine acadienne.

## Biographie

### Formation
Arthur LeBlanc naît en 1906 à Saint-Anselme, désormais un quartier de Dieppe, au Nouveau-Brunswick. Il pratique le violon dès l'âge de trois ans et entre au Petit séminaire de Québec, où il obtient en 1920 une médaille d'or et un diplôme de l'Académie de musique. Il entre au New England Conservatory de Boston en 1924 et retourne au Québec en 1930. Le premier ministre Louis-Alexandre Taschereau lui offre une bourse de 3000 dollars, qu'il utilise pour aller se perfectionner en Europe. 

### Carrière
Il se joint à l'Orchestre symphonique de Montréal en 1939. Il est acclamé par la critique après un concert à New York. Il signe ensuite un contrat important avec le disquaire Columbia Records. Il donne en tout plus de 300 récitals aux États-Unis et se produit même à la Maison-Blanche le 7 décembre 1941 à la demande du président Franklin Delano Roosevelt. 
Le 18 novembre 1941, son violon, un Guadagnini, est détruit dans un accident : en sortant de chez lui, sur la Grande-Allée à Québec, LeBlanc glisse sur une plaque de glace son violon à la main. Bien que l'instrument soit placé dans un étui, le choc est violent et l'instrument est une perte totale. La Société du bon-parler français met alors sur pied le Comité du violon d'Arthur LeBlanc et lui procure le Des Rosiers, un stradivarius appartenant désormais à Angèle Dubeau. 
Il enseigne la musique à l'Université Laval, à Québec, et au Conservatoire de musique du Québec, à Montréal. 
En 1946, il commande un concerto au compositeur français Darius Milhaud. (Concerto pour violon et orchestre n° 2 op. 263.) Il le joue le premier à Paris en 1948 sous la direction du chef d'orchestre André Cluytens.
En 1951-1952 et 1954-1955 Arthur Leblanc participe à deux tournée avec les Jeunesses Musicales Canada, la première avec la pianiste Laure Fink, suivi d'une tournée avec le pianiste Charles Reiner,.
La maladie l'oblige à mettre un terme à sa carrière durant les années 1960. En 1982, l'université de Moncton lui décerne un doctorat honorifique en musique. Arthur LeBlanc meurt en 1985. Un quatuor à cordes à son nom en résidence permanente à l'Université de Moncton est créé en 1988 par l'université, la Société Radio-Canada, le Conseil des Arts du Canada et le gouvernement du Nouveau-Brunswick.